# Acanthomyops mexicanus
Acanthomyops mexicanus é uma espécie de inseto do gênero Acanthomyops, pertencente à família Formicidae.